# Parazanomys
Parazanomys is een geslacht van spinnen uit de  familie van de Macrobunidae. 

## Soort
- Parazanomys thyasionnes Ubick, 2005